# إلين لوستيغ كوهن
إلين لوستيغ كوهن (بالإنجليزية: Elaine Lustig Cohen)‏ هي مصممة جرافيك أمريكية، ولدت في 6 مارس 1927 في جيرسي سيتي في الولايات المتحدة، وتوفيت في 4 أكتوبر 2016.